# Glamour (Zeitschrift)
Glamour ist eine Frauenzeitschrift von Condé Nast. Die deutsche Ausgabe erscheint bei Condé Nast Germany.

## Geschichte
Die Zeitschrift wurde 1939 in den Vereinigten Staaten gegründet und hieß ursprünglich Glamour of Hollywood. Derzeit erscheint sie in 17 Ländern: Vereinigte Staaten, Großbritannien, Deutschland, Italien, Frankreich, Spanien, Russland, Polen, Ungarn, Rumänien, Südafrika, Mexiko, Griechenland, Niederlande, Türkei, Island und Schweden. In den meisten Ländern erscheint die Zeitschrift monatlich.
In den Vereinigten Staaten wurde die Druckausgabe im November 2018 eingestellt.

## Glamour weltweit
In den Vereinigten Staaten erscheint die Zeitschrift in einem größeren Format als in den verschiedenen Pendants anderer Länder. Die aktuelle Herausgeberin ist Cynthia Leive. Seit 1980 veranstaltet die Glamour jährlich eine Preisverleihung, auf der die „Frauen des Jahres“ („Women of the year“) gekürt werden.
Die Glamour erschien in Großbritannien das erste Mal im April 2000. Seitdem wird sie von Jo Elvin und ihrer stellvertretenden Chefredakteurin Michelle Pamment herausgegeben.

## Glamour in Deutschland
Die deutsche Ausgabe der Zeitschrift wurde nach der Gründung 2001 von Bettina Wündrich als Chefredakteurin betreut. 2003 wurde die Erscheinungsfrequenz von monatlich auf zweiwöchentlich geändert. Zum 1. Januar 2005 übernahm Nikolaus Albrecht den Chefredakteursposten von Wündrich, die als Leiterin des Gründungsteams zur Zeitschrift emotion wechselte. Als Albrecht am 1. Mai 2008 Chefredakteur von Vanity Fair wurde, trat Andrea Ketterer seine Nachfolge an. Ab Januar 2009 erschien Glamour wieder monatlich. Im Januar 2020 wurde die Erscheinungsfrequenz auf elfmal jährlich reduziert und im Januar 2021 sollte sie auf zehnmal jährlich reduziert werden. Im August 2020 wurde bekanntgegeben, dass die Zeitschrift ab Januar 2021 zweimonatlich erscheint. Zum 1. Dezember 2020 wurde Andrea Ketterer von Georg Wittmann als Chief Creative Director abgelöst. 2023 wurde die Erscheinungsfrequenz von zweimonatlich auf vierteljährlich geändert.  Im September 2023 übernahm Theresa Pichler die Leitung von Glamour Germany als Head of Editorial Content. Unter ihrer Führung wurde die Marke strategisch neu ausgerichtet. Ein weiterer Meilenstein ist die für März 2025 geplante Einführung des Großformats, in dem das Heft erstmals seit der Gründung im Jahr 2001 erscheint.

## Glamour Beauty Book
Seit 2015 erscheint das Glamour Beauty Book einmal jährlich mit einem Schwerpunkt auf die aktuellen Schönheitsideale. Das Magazin gibt mit internationalen Porträts von Visagisten Einblick hinter die Kulissen der Kosmetikindustrie, zeigt in Bildstrecken die neuen Schminktipps und gibt in der Rubrik „Beauty School“ (deutsch „Schönheitsschule“) Schminktipps. Das Magazin wurde von Glamour-Chefredakteurin Andrea Ketterer und Beauty Director Stephanie Neureuter entwickelt.

## Belege
1. ↑  365 Media Group launches Glamour in Iceland. Abgerufen am 15. Juni 2016
2. ↑  Schleichender Print-Rückzug von Condé Nast: US-Verlag verabschiedet sich von Glamour in gedruckter Form meedia.de, 21. November 2018
3. ↑  Andrea Ketterer wird Chefredakteurin von Glamour horizont.net, 8. April 2008
4. ↑  Glamour: 30 Leute sollen gehen wuv.de, 27. Oktober 2008
5. ↑  Condé Nast will weniger Verlag und mehr Markenagentur sein sueddeutsche.de, 1. Oktober 2019
6. ↑  Condé Nast passt Produktportfolio an und trennt sich von 19 Mitarbeitern meedia.de, 27. August 2020
7. ↑  Condé Nast stellt Magazin Glamour neu auf wuv.de, 17. November 2020
8. ↑  Condé Nast, Klambt: Auch Glamour, In und Vital dünnen ihre Erscheinungsfrequenzen aus horizont.net, 26. Januar 2023
9. ↑  „Glamour Beauty Book“ präsentiert das Einmaleins der Schönheit. Abgerufen am 15. Juni 2016